# Вишинський Андрій Януарович
Андрій Януарійович Вишинський (нар. 10 грудня 1883, Одеса, Херсонська губернія, Російська імперія — пом. 22 листопада 1954, Нью-Йорк, США) — радянський політичний діяч польського походження, юрист і дипломат. У світову історію увійшов як головний державний обвинувач (генеральний прокурор СРСР) на сталінських «показових судових процесах» 1930-х років. Як правник був запеклим прибічником принципу «презумпції винності». Член ЦК ВКП(б) у 1939—1954 роках. Кандидат в члени Президії ЦК КПРС з 16 жовтня 1952 по 5 березня 1953 року.

## Життєпис
Народився в родині власника аптеки Януарія Вишинського (пол. January Wyszyński), мати — вчителька музики. Як стверджує Станіслав Вишенський, прізвище Вишинський походить від рідко вживаної лексеми вишинк, що означає виторг єврея-шинкаря.
Після народження сина родина переїхала до Баку. У 1901 році вступив на юридичний факультет Київського університету, проте закінчив його тільки в 1913 році, оскільки неодноразово полишав навчання. В 1903 році вступив у партію меншовиків. Після закінчення університету викладав в приватній гімназії в Баку, був адвокатом. Після лютневої революції 1917 року був комісаром міліції Якиманського району в Москві. Підписав наказ про арешт німецького шпигуна В. І. Ульянова-Леніна (див. «Пломбований вагон»). Через три роки, коли перемога більшовиків у Громадянській війні стала очевидною, він вступив в партію більшовиків. З липня 1923 року — суддя Верховного суду СРСР, з того часу суміщає роботу в інших органах і суддівство. В 1925—1928 роках був ректором Московського університету.
У 1928—1931 роках — член колегії Народного комісаріату освіти РРФСР. У 1931 році — голова Колегії захисників.
З 11 травня 1931 по травень 1934 року — прокурор Російської РФСР. Одночасно у травні 1931 — червні 1933 року — прокурор Кримінально-процесуальної колегії Верховного Суду РРФС. У травні 1931 — червні 1933 року — заступник народного комісара юстиції Російської РФСР.
У червні 1933 — 3 березня 1935 року — заступник прокурора СРСР. Був обвинувачувачем у Шахтинському процесі.
З 3 березня 1935 по 31 травня 1939 року — генеральний прокурор СРСР. Був генеральним державним обвинувачувачем на всіх трьох Московських процесах 1936-38 років. Для нього був характерним жорсткий стиль, безцеремонність, першопочаткова впевненість у тому, що підсудні — винні, вираження зневаги до підсудних.
Зразок риторики А. Вишинського на показних процесах, якою він характеризує старих більшовиків з «ленінської гвардії»:
| …«шпионы и изменники», «зловонная куча человеческих отбросов», «звери в человеческом облике», «отвратительные негодяи»… «Расстрелять их всех, как бешеных псов!»… «Раздавить проклятую гадину!»[9] |
У 1937—1941 роках — директор Інституту права Академії наук СРСР. Академік АН СРСР (1939), за свою основну роботу — «Теорія судових доказів» — отримав Сталінську премію.
31 травня 1939 — 15 травня 1944 року — заступник голови Ради народних комісарів СРСР.
З червня по серпень 1940 року — уповноважений ЦК ВКП(б) по Латвії.
Одночасно в 1930 — березні 1946 року — 1-й заступник народного комісара закордонних справ СРСР.
30 травня — 6 серпня 1945 року — політичний радник Групи окупаційних радянських військ в Німеччині.
У березні 1946 — 4 березня 1949 року — заступник міністра закордонних справ СРСР із загальних питань.
4 березня 1949 — 5 березня 1953 року — міністр закордонних справ СРСР. Працював на початковому етапі Холодної війни і під час війни в Кореї.
19 травня — 2 серпня 1949 року — голова Комітету інформації при РМ СРСР.
5 березня 1953 — 22 листопада 1954 року — 1-й заступник міністра закордонних справ СРСР. Одночасно постійний представник СРСР при Організації Об'єднаних Націй та постійний представник СРСР в Раді Безпеки Організації Об'єднаних Націй.
Помер 22 листопада 1954 року в Нью-Йорку, похований на Красній площі біля Кремлівської стіни. Після ХХ з'їзду КПРС в 1956 році Вишинського «посмертно репресовано», його праці перестали бути офіційними посібниками для радянських юристів.

## Див. також

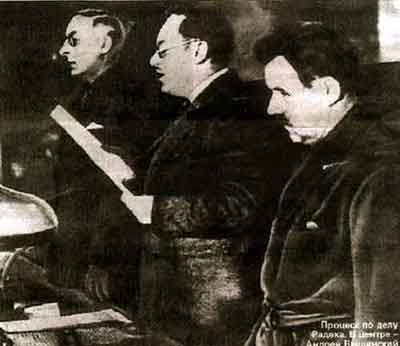
А. Вишинський (в середині) під час суду над К. Радеком